# Droit au silence
Le droit au silence est la prérogative qu'a une personne arrêtée par les policiers ou traduite devant un juge de rester silencieuse sans que ce silence puisse lui être reproché.
Il est aussi nommé droit de se taire ou droit de ne pas s'auto-incriminer (en latin, nemo tenetur se ipsum accusare).

## Droit international
L'article 14 du Pacte international relatif aux droits civils et politiques prévoit le droit de ne pas s'auto-incriminer :

« Article 14 [extraits]

3. Toute personne accusée d'une infraction pénale a droit, en pleine égalité, au moins aux garanties suivantes :

g) À ne pas être forcée de témoigner contre elle-même ou de s'avouer coupable. »

Ce droit est par ailleurs consacré par la jurisprudence des Cour de justice de l'Union européenne (CJCE) et Cour européenne des droits de l'homme (CEDH). Cette dernière note que  le droit au silence permet d'éviter l'obtention d'éléments de preuve sous la contrainte ou la pression et permet ainsi l'évitement d'erreur judiciaires. Selon la Cour européenne des droits de l'homme, le droit de se taire interdit au juge de baser sa condamnation de culpabilité essentiellement sur le fait que la personne choisit de garder le silence (sauf s'il n'existe aucune autre explication possible).

## Par pays

### Canada
En vertu de l'article 7 de la Charte canadienne des droits et libertés, on ne peut déduire la culpabilité du fait du silence de l'accusé.
L'arrêt R. c. Hebert  est la principale décision de la Cour suprême du Canada sur le droit d'un accusé de garder le silence en vertu de l'article 7 de la Charte canadienne des droits et libertés.
En droit civil québécois, en vertu de l'article 285 du Code de procédure civile, il n'existe pas de droit au silence, contrairement au droit pénal. Le témoin est obligé de répondre lorsqu'il est interrogé dans une instance civile, mais s'il avoue un crime pour cette raison, alors la protection contre l'auto-incrimination va s'appliquer et la réponse du témoin ne pourra pas être utilisée contre lui dans un procès pénal.

### États-Unis
Aux États-Unis, le cinquième amendement de la Constitution permet de garder le silence afin de ne pas s'auto-incriminer.
Ce droit a été remis en cause, au nom de la lutte contre le terrorisme, à l'occasion de l'affaire Zacarias Moussaoui (voir procès États-Unis v. Zacarias Moussaoui).

### France
Selon l'article 63-1 du code de procédure pénale, lors des auditions et après avoir décliné son identité, la personne placée en garde à vue a le droit de répondre aux questions qui lui sont posées ou de se taire. Elle dispose aussi de ce droit en cas de comparution devant le juge des libertés et de la détention.
Devant les juridictions de jugement, le droit au silence est reconnu (article 535 du code de procédure pénale pour le tribunal de police, article 406 pour le tribunal correctionnel et article 328 pour la cour d'assises) .

### Portugal
En droit portugais, « le droit au silence n’est pas un droit absolu. Dans certaines circonstances, il peut être déduit du silence, des conséquences défavorables à l'accusé [...] si les situations appelaient des explications ».
Mais son application, « beaucoup plus importante », consiste dans le droit d'un prévenu de ne pas s'auto-incriminer, afin que soit éliminée toute forme de contrainte pouvant amener une personne à faire des déclarations.

### Suisse
Le Code de procédure pénale suisse indique que « Le prévenu n’a pas l’obligation de déposer contre lui-même. Il a notamment le droit de refuser de déposer et de refuser de collaborer à la procédure. Il est toutefois tenu de se soumettre aux mesures de contrainte prévues par la loi » (article 113).
Le prévenu doit être informé de son droit de ne pas répondre lors de la première audition. Il peut également demander la mise sous scellés des objets issus de fouille et de perquisition. Les autorités ne peuvent pas recourir à la tromperie, la contrainte ou la force pour obtenir une déposition. L'usage du droit au silence ne doit pas être interprété comme un indice de culpabilité ou entraîner d'autres inconvénients.
Le témoin a l’obligation de témoigner et de dire la vérité ; certaines personnes ont le droit de refuser de témoigner : proches du prévenu, personnes susceptibles de s'incriminer ou d'incriminer un proche, personnes soumise au secret professionnel ou de fonction, etc..

## Exemples

### Expressions
On peut faire usage de son droit au silence en déclarant par exemple :
- Je n'ai rien à déclarer ;
- Je ne souhaite pas faire de déclaration ;
- Je ne souhaite pas répondre à vos questions ;
- Je fais usage de mon droit au silence.

### Procédures
En Allemagne, Karl Victor Hase (de) (1834-1860) donne son passeport à un ami étudiant fuyant le pays. Après le passage de la frontière, son ami jette le passeport qui est ensuite retrouvé. Karl Victor Hase est soupçonné de complicité de fuite et interrogé. Lors de son audition, il répète en boucle « Mein Name ist Hase, ich verneine alle Generalfragen, ich weiß von nichts » (« Mon nom est Hase, je refuse de répondre aux questions, je ne suis au courant de rien »). Cela ne permet pas aux enquêteurs de distinguer la vérité parmi les différentes hypothèse (don, perte ou vol du passeport), et Hase est acquitté, faute de preuves.